# Сергей Ревякин
 Сергей Ревякин е руски футболист, вратар на Торпедо Армавир. Най-младият футболист, играл за ЦСКА Москва в официален мач. Когато записва първия си мач, той е на 16 години и 78 дни.

## Кариера
Кариерата му започва от школата Смена в Санкт Петербург като нападател. През 2011 Ревякин е взет в младежите на ЦСКА Москва за заместник на Артур Нигматулин. Въпреки конкуренцията на Станислав Плохих и Иван Скрипник, Сергей става титуляр на вратата на отбора. В края на ноември 2011 е взет в групата на мъжкия отбор за срещата с Анжи. В 85 минута титулярят Сергей Чепчугов получава червен картон и Ревякин дебютира, сменяйки Георгий Щенников. Ревякин допуска гол от дузпа. Той става най-младият вратар, играл в шампионата на Русия, както и най-младият играч, записал мач за ЦСКА. На 3 март 2012 г. пази срещу Зенит.
През 2015 г. преминава в тима на Торпедо Армавир във ФНЛ.